# Saint-Jean-de-Buèges
Saint-Jean-de-Buèges là một xã thuộc tỉnh Hérault trong vùng Occitanie phía nam nước Pháp.